# Rebuilt
Rebuilt è il secondo e ultimo album del gruppo femminile statunitense Girlicious pubblicato nel 2010. L'album è stato registrato successivamente il passaggio della band dalla Geffen Records alla nuova casa discografica: la Universal Music Canada. Inoltre l'album vede l'assenza di uno dei membri originali della band, in quanto Tiffanie Anderson lasciò il gruppo nel giugno 2009.
L'album è stato pubblicato, solamente in Canada, il 22 novembre 2010. La produzione dell'album è avvenuta tra il 2009 e il 2010 e ha visto la partecipazione dei tre membri della band alla creazione dei testi e delle musiche per le canzoni inserite all'interno dell'album.
A differenza del precedente album, questo secondo album è più dance anche se mantiene elementi dell'R&B. Durante un'intervista il gruppo ha spiegato questo cambio di genere dicendo che volevano un album che rispecchiasse i loro gusti musicali così come loro stesse. Inoltre aggiunsero: "Abbiamo contribuito tantissimo nella creazione di questo album, molto più del precedente. Non c'era una persona nella sala che ci diceva 'questo è quello che dovete fare'. Abbiamo scelto noi stesse le parti che volevamo cantare. L'album rispecchia molto chi siamo".

## Singoli
Il 25 dicembre 2009 viene diffuso attraverso le radio canadesi il primo singolo tratto dal nuovo album delle Girlicious, la canzone intitolata Over You verrà pubblicata ufficialmente il 5 gennaio 2010 attraverso il sito canadese di ITunes. Il pezzo raggiunge la posizione numero 52 della Canadian Hot 100.
Il 6 aprile 2010 viene pubblicato il secondo singolo tratto dal nuovo disco: Maniac. Il singolo ebbe un successo complessivamente scarso riuscendo a raggiungere il numero 72 nella classifica canadese. Il 31 agosto 2010 viene pubblicato il terzo singolo tratto dall'album: 2 in the Morning. Quest'ultimo ha raggiunto la posizione numero 35 nella Canadian Hot 100. La canzone venne anche pubblicata negli Stati Uniti. Della canzone venne realizzato anche un remix che prese il titolo di 2 in the Morning - Original Harper & Brother Remix.
Il 21 febbraio 2011 viene pubblicato il quarto singolo dell'album: Hate Love, il quale viene pubblicato successivamente l'abbandono della band da parte di Chrystina Sayers e di Natalie Mejia. La canzone debutta nella Canadian Top 100 alla posizione 97, arrivando a raggiungere la posizione numero 59.
Il gruppo incide il pezzo Drank per la colonna sonora del reality show Jersey Shore, la canzone verrà utilizzata come singolo di debutto del nuovo album negli Stati Uniti. Il singolo vede la collaborazione con il rapper Spose e verrà aggiunto nella versione deluxe dell'album.

## Tracce
| #   | Titolo                  | Scrittori | Produttori    | Durata |
| --- | ----------------------- | --- | ------------- | ------ |
| 1.  | Face the Light          | Beau Dozier, Stacy Barthe, Corey Chorus | Beau Dozier   | 3:51   |
| 2.  | Maniac                  | Brent Paschke, Drew Ryan Scott, Joacim Persson | Brent Paschke | 3:14   |
| 3.  | Grinding                | Beau Dozier, Nichole Cordova, Chrystina Sayers, Natalie Mejia | Beau Dozier   | 3:41   |
| 4.  | 2 in the Morning        | Nichole Cordova, Alex Joerge Christensen, Peter Koenemann, Sergej Zhukow, Alexei Poteschin, Robert T. Gerongco, Samuel T. Gerongco, Damon Reinagle, Jimmy Burney II, Jedediah Harper | Kuya & Judi   | 3:16   |
| 5.  | Unlearn Me              | August Rigo | Kuya & Judi   | 3:54   |
| 6.  | Wake Up                 | Beau Dozier, Nichole Cordova, Chrystina Sayers | Beau Dozier   | 3:28   |
| 7.  | Sorry Mama (Intro)      | Brent Paschke, Drew Ryan Scott, Nichole Cordova, Chrystina Sayers | Brent Paschke | 1:44   |
| 8.  | What My Mama Don't Know | Brent Paschke, Drew Ryan Scott, Nichole Cordova, Chrystina Sayers, Natalie Mejia | Brent Paschke | 3:40   |
| 9.  | Over You                | August Rigo, Alex Lacasse, Mike Lorello | Mad Scientist | 3:29   |
| 10. | Hate Love               | Josh Ramsay, Mike Lorello | Josh Ramsay   | 3:16   |

### Versione Deluxe
Viene pubblicata una versione deluxe dell'album che oltre ad includere le tracce già presenti della prima versione, include tre nuove tracce e due remix:
- Drank (featuring Spose)
- These Arms
- Game Over
- Maniac (Cajjmere Wray Mix)
- Maniac (Music video version)

## Date di pubblicazione
- 22 novembre 2010

## Classifiche
A differenza del precedente album, Girlicious, questo secondo album non ottiene il successo sperato dal gruppo e dalla nuova casa discografica, infatti il disco riesce a raggiungere solamente la posizione numero 86 della Billboard Canadian Albums.
| Classifica                | Posizione massima |
| ------------------------- | ----------------- |
| Billboard Canadian Albums | 86                |